# Coppa delle Coppe 1989-1990 (pallacanestro maschile)
La Coppa delle Coppe 1989-1990 di pallacanestro maschile venne vinta dalla Knorr Bologna.

## Risultati

### Primo turno
| Squadra 1      | Totale    | Squadra 2           | Andata | Ritorno |
| -------------- | --------- | ------------------- | ------ | ------- |
| UU-Korihait    | 177 - 176 | Manchester United   | 100-93 | 77-83   |
| Sunair Ostenda | 145 - 137 | Nashua EBBC         | 75-69  | 70-68   |
| Scholl Wels    | 154 - 224 | Ovarense            | 91-113 | 63-111  |
| UMF Njarðvíkur | 155 - 216 | Bayer 04 Leverkusen | 81-112 | 74-104  |
| Honvéd         | 151 - 198 | Çukurova Sanayi     | 70-93  | 81-105  |

### Ottavi di finale
| Squadra 1           | Totale    | Squadra 2         | Andata | Ritorno |
| ------------------- | --------- | ----------------- | ------ | ------- |
| UU-Korihait         | 186 - 188 | Maccabi Ramat Gan | 96-93  | 90-95   |
| Södertälje          | 140 - 146 | Sunair Ostenda    | 78-72  | 62-74   |
| Ovarense            | 150 - 218 | PAOK Salonicco    | 83-101 | 67-117  |
| Bayer 04 Leverkusen | 174 - 184 | Mulhouse          | 97-88  | 77-96   |
| Çukurova Sanayi     | 136 - 179 | Knorr Bologna     | 72-71  | 64-108  |
| CSKA Sofia          | 179 - 204 | Real Madrid       | 92-109 | 87-95   |
| Apollon Limassol    | 139 - 182 | Partizan Belgrado | 71-100 | 68-82   |
| T71 Dudelange       | 149 - 240 | Žalgiris Kaunas   | 80-112 | 69-128  |

### Quarti di finale

#### Gruppo A
|    | Squadra           | G | V | P | PF  | PS  | Dif | P.ti |
| -- | ----------------- | - | - | - | --- | --- | --- | ---- |
| 1. | Knorr Bologna     | 6 | 5 | 1 | 540 | 485 | +55 | 11   |
| 2. | Žalgiris Kaunas   | 6 | 3 | 3 | 522 | 544 | -22 | 9    |
| 3. | Sunair Ostenda    | 6 | 2 | 4 | 546 | 556 | -10 | 8    |
| 4. | Maccabi Ramat Gan | 6 | 2 | 4 | 543 | 566 | -23 | 8    |

#### Gruppo B
|    | Squadra           | G | V  | P | PF | PS  | Dif | P.ti |
| -- | ----------------- | - | -- | - | -- | --- | --- | ---- |
| 1. | Real Madrid       | 6 | 11 | 5 | 1  | 566 | 477 | +89  |
| 2. | PAOK Salonicco    | 6 | 10 | 4 | 2  | 497 | 502 | -5   |
| 3. | Partizan Belgrado | 6 | 8  | 2 | 4  | 502 | 541 | -39  |
| 4. | Mulhouse          | 6 | 7  | 1 | 5  | 482 | 527 | -45  |

|  | Qualificate alle semifinali |
|  | Eliminata                   |

### Semifinali
| Squadra 1     | Totale    | Squadra 2       | Andata | Ritorno |
| ------------- | --------- | --------------- | ------ | ------- |
| Knorr Bologna | 171 - 157 | PAOK Salonicco  | 77-57  | 94-100  |
| Real Madrid   | 170 - 169 | Žalgiris Kaunas | 93-80  | 77-89   |

### Finale
| Squadra 1     | Risultato | Squadra 2   |
| ------------- | --------- | ----------- |
| Knorr Bologna | 79 - 74   | Real Madrid |

| Coppa delle Coppe 1989-1990 |
| --------------------------- |
| Knorr Bologna 1º titolo     |

## Formazione vincitrice
| N° | Naz.                   | Ruolo | Sportivo               |  | Alt. |  |
| -- | ---------------------- | ----- | ---------------------- |  | ---- |  |
| 4  | Italia (bandiera)      | P     | Roberto Brunamonti     |  |      |  |
| 5  | Italia (bandiera)      | P     | Massimiliano Romboli   |  |      |  |
| 6  | Italia (bandiera)      | P     | Claudio Coldebella     |  |      |  |
| 7  | Italia (bandiera)      | C     | Tommaso Tasso          |  |      |  |
| 8  | Italia (bandiera)      | G     | Mike Sylvester         |  |      |  |
| 9  | Stati Uniti (bandiera) | G     | Micheal Ray Richardson |  |      |  |
| 11 | Italia (bandiera)      | C     | Augusto Binelli        |  |      |  |
| 12 | Stati Uniti (bandiera) | C     | Clemon Johnson         |  |      |  |
| 13 | Italia (bandiera)      | C     | Clivo Righi            |  |      |  |
| 14 | Italia (bandiera)      | AC    | Vittorio Gallinari     |  |      |  |
| 15 | Italia (bandiera)      | A     | Lauro Bon              |  |      |  |
|    | Italia (bandiera)      | P     | Davide Bonora          |  |      |  |
|    | Italia (bandiera)      | A     | Andrea Cempini         |  |      |  |
|    | Italia (bandiera)      | A     | Saverio Nero           |  |      |  |
|    | Italia (bandiera)      | All.  | Ettore Messina         |  |      |  |